# Episodi di The Main Chance (terza stagione)
La terza stagione della serie televisiva The Main Chance, composta da 13 episodi, è stata trasmessa nel Regno Unito sulla ITV dal 7 giugno al 30 agosto 1972.
In Italia la serie è inedita.
| nº | Titolo originale                     | Titolo italiano | Prima TV originale | Prima TV Italia |
| -- | ------------------------------------ | --------------- | ------------------ | --------------- |
| 1  | The Killing Ground                   |                 | 7 giugno 1972      |                 |
| 2  | Love's Old Sweet Song                |                 | 14 giugno 1972     |                 |
| 3  | Acting for Self                      |                 | 21 giugno 1972     |                 |
| 4  | Not in Today's Army                  |                 | 28 giugno 1972     |                 |
| 5  | Widow's Mite                         |                 | 5 luglio 1972      |                 |
| 6  | The Next Great Train Robbery         |                 | 12 luglio 1972     |                 |
| 7  | Where Did I Leave My Shining Armour? |                 | 19 luglio 1972     |                 |
| 8  | Copper-Bottomed Cert                 |                 | 26 luglio 1972     |                 |
| 9  | Doll on a Wall                       |                 | 2 agosto 1972      |                 |
| 10 | Choice of Jungles                    |                 | 9 agosto 1972      |                 |
| 11 | Fit- Up                              |                 | 16 agosto 1972     |                 |
| 12 | One for the House                    |                 | 23 agosto 1972     |                 |
| 13 | Dear Sir, Unless...                  |                 | 30 agosto 1972     |                 |

## The Next Great Train Robbery
- Diretto da: Marc Miller
- Scritto da: Ray Jenkins

### Trama
David Main scopre che il cervello di un tredicenne può essere subdolo quanto il suo.
- Guest star: Anthony Bate (Tom Kelly), Clifford Rose (Lewis Savage), Malcolm Terris (Mr. Page) e David Garfield (Edward J. Brown)
- Altri interpreti: Rowena Cooper (Fiona Kelly), Roderic Noble (Michael Kelly), Nora Nicholson (Mrs. Roach), Joe Dunlop (Det. Con. Rigg), Dorothy Alison (Chairman of Magistrates) e Ellis Dale (Ticket Collector)